# Horní Kožlí
Horní Kožlí je vesnice, část města Vlachovo Březí v okrese Prachatice  v Jihočeském kraji. Leží zhruba 3,5 kilometru jihozápadně od Vlachova Březí. V roce 2011 zde trvale žilo třináct obyvatel.

## Historie
První písemná zmínka o vesnici pochází z roku 1407.

## Obyvatelstvo
| Rok            | 1869 | 1880 | 1890 | 1900 | 1910 | 1921 | 1930 | 1950 | 1961 | 1970 | 1980 | 1991 | 2001 | 2011 | 2021 |
| -------------- | ---- | ---- | ---- | ---- | ---- | ---- | ---- | ---- | ---- | ---- | ---- | ---- | ---- | ---- | ---- |
| Počet obyvatel | 134  | 120  | 93   | 109  | 102  | 93   | 102  | 48   | 41   | 25   | 16   | 9    | 9    | 13   | 20   |
| Počet domů     | 21   | 20   | 18   | 21   | 21   | 19   | 19   | 17   | 17   | 9    | 7    | 15   | 13   | 15   | 16   |

## Obecní správa
Při sčítání lidu v letech 1850–1879 Horní Kožlí bylo osadou obce Dachov v okrese Prachatice. V letech 1880–1976 bylo osadou obce Dolní Kožlí v okrese Prachatice. Od 30. dubna 1976 do 30. června 1980 bylo částí obce Chlumany v okrese Prachatice. Od 1. července 1980 je částí města Vlachovo Březí v okrese Prachatice. Poté se Chlumany opět osamostatnily, ale Horní Kožlí již zůstalo součástí Vlachova Březí.

## Galerie

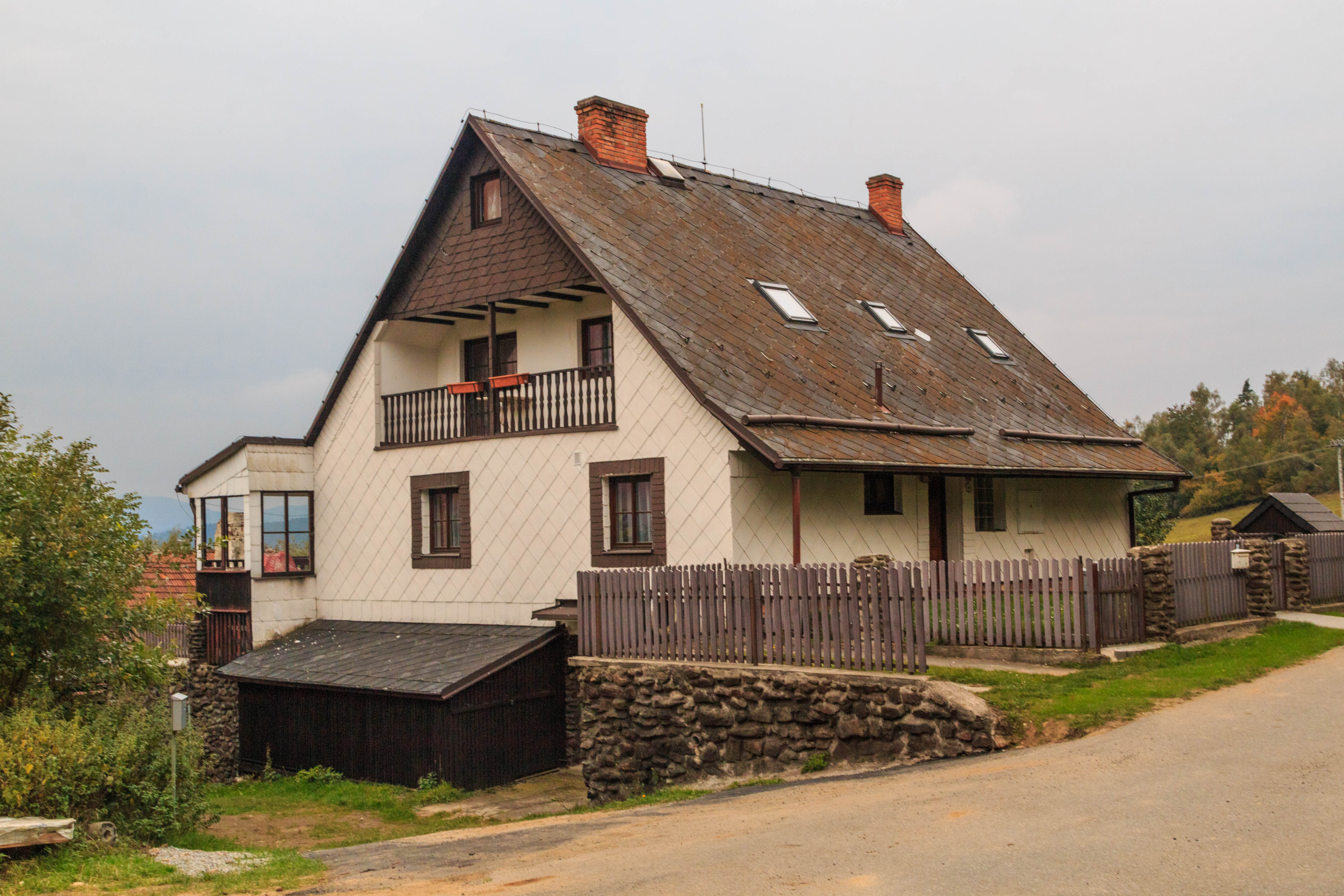
Dům čp. 1
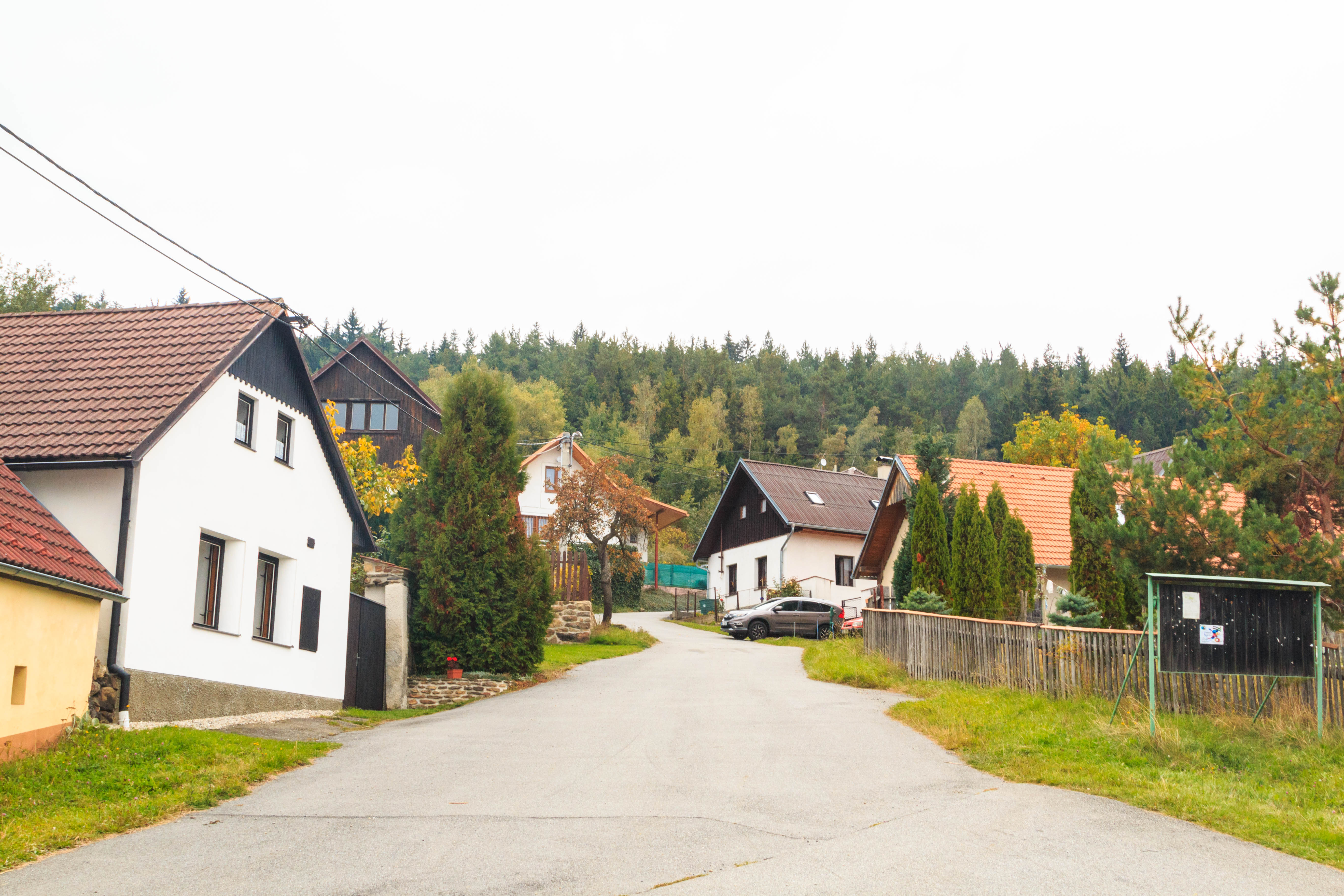
Dům čp. 6
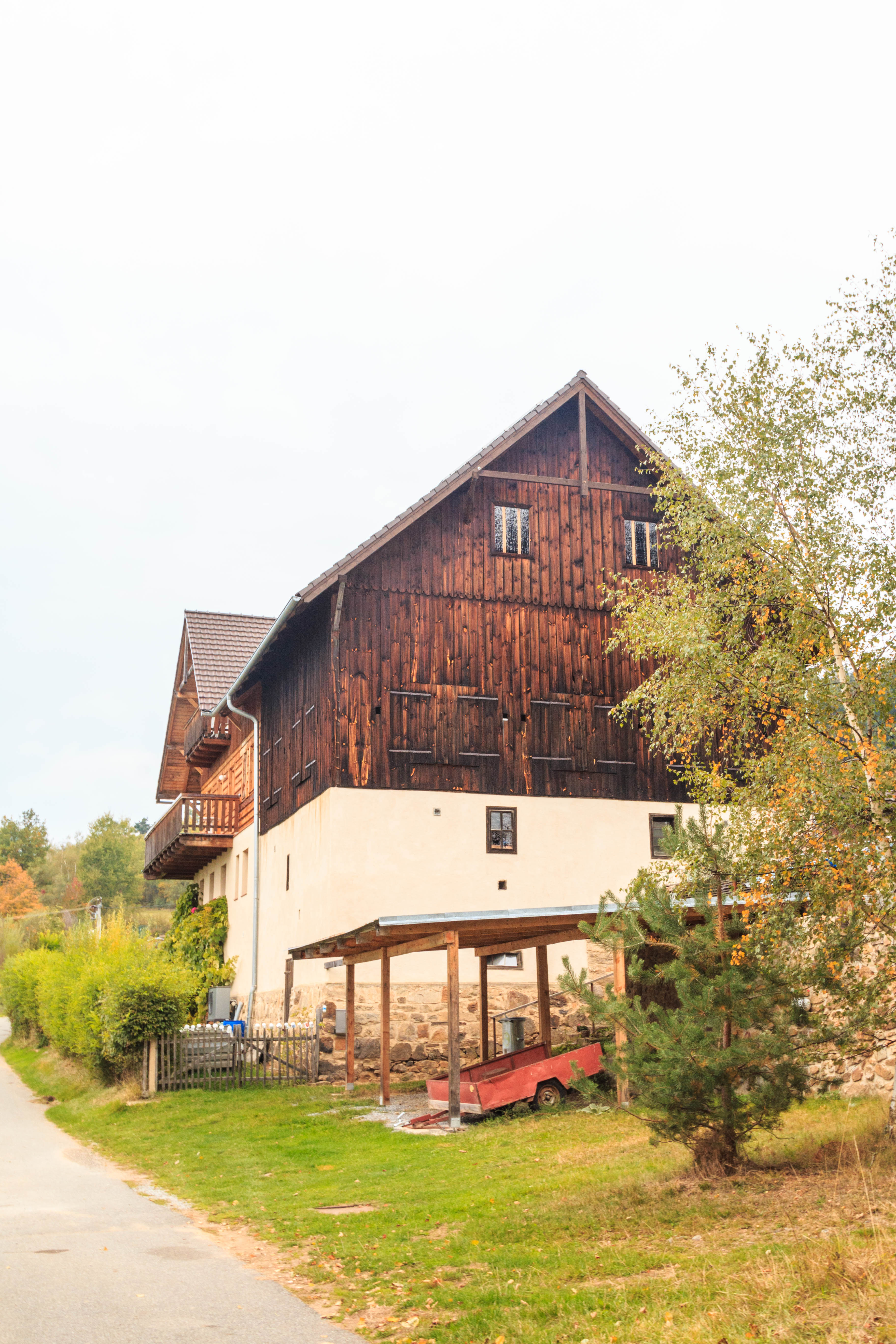
Dům čp. 9
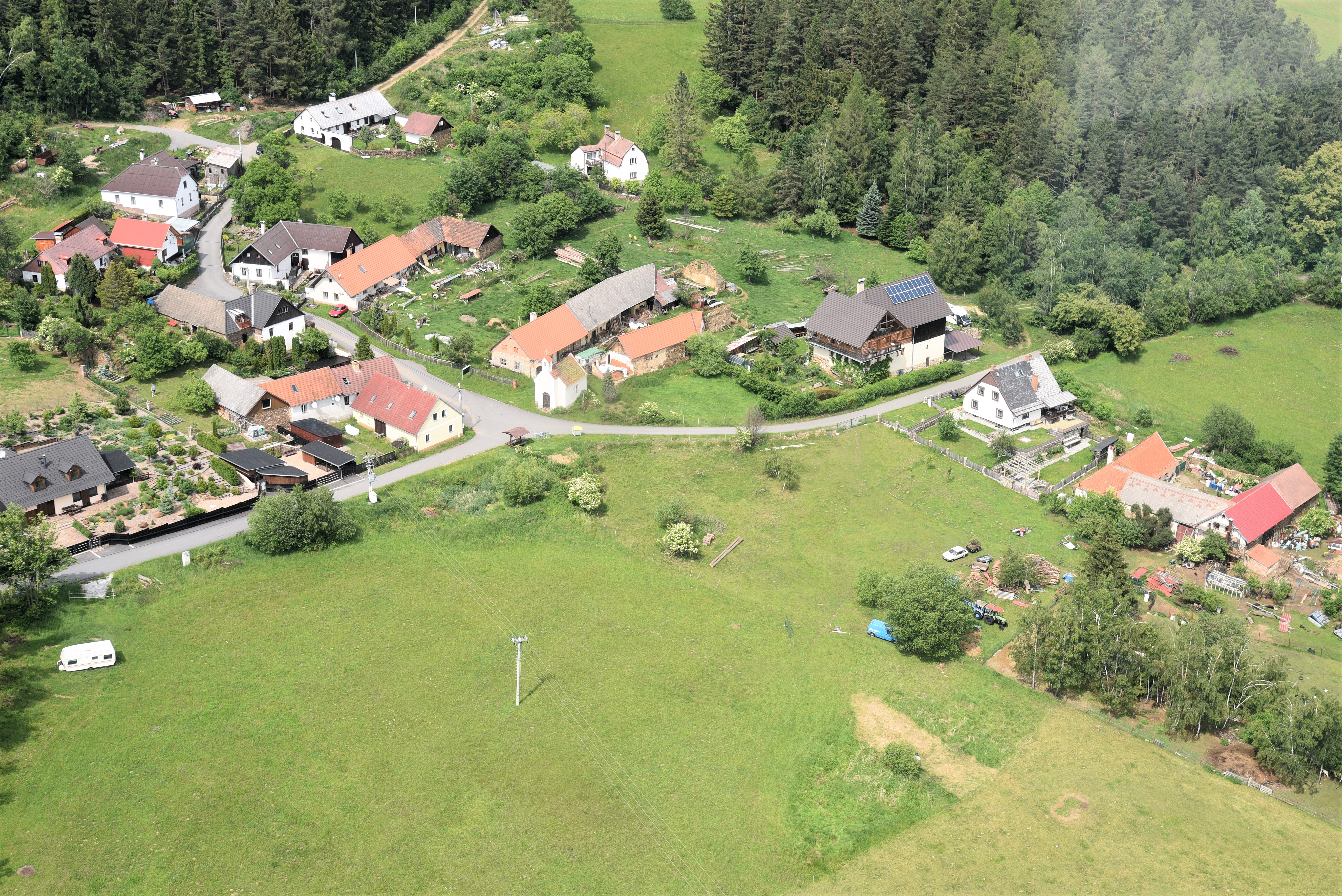
Horní Kožlí
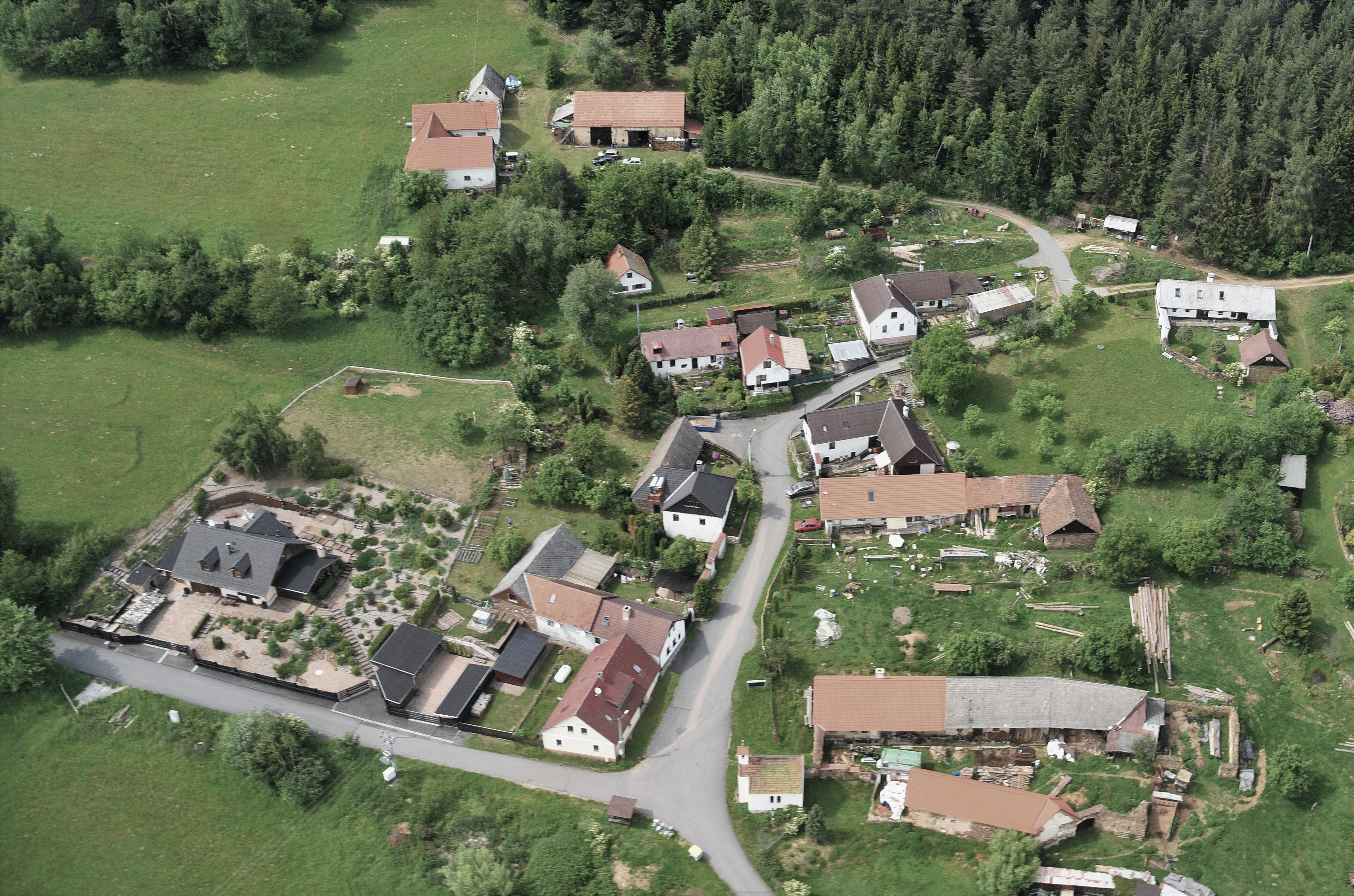
Horní Kožlí